# Sesma de Langa
La sesma de Langa era una de las sesmas o divisiones administrativas de la comunidad de aldeas de Daroca. Se mantuvo vigente desde la creación de la comunidad por Jaime I de Aragón en el año 1248 hasta la creación de las actuales provincias de Zaragoza y Teruel en 1833, aunque perduró hasta 1838.

Las 6 sesmas de la comunidad de aldeas de Daroca
Sesma de Langa
Sesma de Jiloca
Sesma de Barrachina
Sesma de Gallocanta
Sesma de Trasierra
Sesma de la Honor de Huesa

Los lugares y aldeas que formaban parte de la sesma fueron los siguientes:
- Badules
- Cariñena  Sede del Archivo de la comunidad hasta el año 1804 en que se trasladó a Daroca.[2] (pag. 124)
- Cosuenda
- Cucalón
- Langa
- Lechón
- Mainar
- Romanos
- Torralbilla
- Villadoz
- Villahermosa
- Villarreal

|  |